# آل ابن الجد
آل ابن الجد  أسرة عريقة في الأندلس، ينسبون للفهريين أحفاد عقبة بن نافع، استوطنوا مدينة لبلة. انتقلوا إلى إشبيلية، وبعد سقوطها في يد المسيحيين انتقلوا إلى لمالقة، ثم إلى المغرب سنة 885هـ واستقروا بفاس حوالي سنة 880هـ/1483م وبها تسموا بالشماع، ثم من فاس إلى مدينة القصر الكبير، وبها تسموا بالفاسي، ومنها عادوا إلى فاس مرة أخرى.

## تاريخ
ألف السلطان العلوي سليمان بن محمد كتابا في هذه الأسرة عنوانه عناية أولي المجد بذكر آل الفاسي بن الجد.
 كان أولهم هجرة إلى بلاد المغرب أبو زيد عبد الرحمن بن أبي بكر نة 885هـ. أي بين سنتي 1480 و1481م في التقويم الميلادي وهي سنة تعيين أول قضاة محاكم التفتيش.
ويصف مؤلف نفح الطيب هذه الأسرة ب :وبنو الجد الأعيان العلماء كما يصفهم ابن حزم: ولهم بالأندلس عدد وثروة. حيث اشتهر أبناء هذه الأسرة بقربهم من دوائر الحكم في كل من المغرب والأندلس، منهم من أشرف على بيعة المرابطين، وكانوا من كبار فقهاء الدولة، ومنهم من أشرف على بيعة الموحدين، فرغم الخلافات المذهبية نجد مثلا أبو بكر بن الجد يرافق عدد من الخلافاء الموحدين في مجالسهم الخاصة بسبب إعجابهم بفصاحته الشديدة. واستمر هذا الأمر إلى غاية العصر الحديث، فهم يتبوأون كبرى المناصب المخزنية في المغرب الحديث كمنصب رئيس الوزاء والخارجية والاقتصاد ومستشاروا الملك، أبرزهم :
- علال الفاسي، مؤسس حزب الاستقلال
- عباس الفاسي، رئيس الوزاء،
- الطيب الفاسي الفهري
- نزار بركة
- كريم غلاب
- زينب الفاسي الفهري
- علي الفاسي الفهري
- عثمان الفاسي الفهري.

## أعلام آل ابن الجد
- أبو القاسم بن الجد، (توفي 515 هـ) قاضي وكاتب ووزير أندلسي.
- أبو بكر بن الجد، (توفي 586هـ) أحد أساطين الفقهاء في العصر الموحدي.
- عبد الحفيظ بن محمد الطاهر الفاسي مؤلف وفقيه مغربي. (توفي 1383هــ)
- محمد العابد الفاسي، (توفي 1395هـ) مؤلف وباحث مغربي.
- عبد القادر بن علي الفاسي، مؤسس الزاوية الشاذلية بالقصر الكبير.
- عبد الرحمن الفاسي، فلكي ومؤرخ وموسيقي مغربي.

## راجع أبضا
- طائفة ألبونت
- معن الأندلسي (توضيح)
- العبدلاويون